# Élections fédérales ouest-allemandes de 1972
Les élections fédérales ouest-allemandes de 1972 (en allemand : Bundestagswahl 1972) se tiennent le 19 novembre 1972, afin d'élire la 7e législature du Bundestag.

## Résultats

### Nationaux
|                        |                                            |                                              |                  |                  |                  |                  |            |       |       |        |                  |                  |                  |                  |
| Partis                 | Partis                                     | Partis                                       | Circonscriptions | Circonscriptions | Circonscriptions | Circonscriptions | Liste      | Liste | Liste | Liste  | Total des sièges | Total des sièges | Total des sièges | Total des sièges |
| Partis                 | Partis                                     | Partis                                       | Votes            | %                | Sièges           | +/-              | Votes      | %     | +/-   | Sièges | Total            | +/-              | DB               | Total            |
|                        | Parti social-démocrate d'Allemagne (SPD)   | Parti social-démocrate d'Allemagne (SPD)     | 18 228 239       | 48,86            | 152              | 25               | 17 175 169 | 45,85 | 3,18  | 78     | 230              | 6                | 12               | 242              |
|                        |                                            | Union chrétienne-démocrate d'Allemagne (CDU) | 13 304 813       | 35,67            | 65               | 22               | 13 190 837 | 35,21 | 1,43  | 112    | 177              | 16               | 9                | 186              |
|                        | Union chrétienne-sociale en Bavière (CSU)  | 3 620 625                                    | 9,71             | 31               | 3                | 3 615 183        | 9,65       | 8,80  | 17    | 48     | 1                | 0                | 48               |                  |
| Total CDU/CSU          | Total CDU/CSU                              | 16 925 438                                   | 45,37            | 96               | 25               | 16 806 020       | 44,86      | 1,23  | 129   | 225    | 17               | 9                | 234              |                  |
|                        | Parti libéral-démocrate (FDP)              | Parti libéral-démocrate (FDP)                | 1 790 513        | 4,80             | 0                | en stagnation    | 3 129 982  | 8,36  | 2,59  | 41     | 41               | 11               | 1                | 42               |
|                        | Parti national-démocrate d'Allemagne (NPD) | Parti national-démocrate d'Allemagne (NPD)   | 194 389          | 0,52             | 0                | en stagnation    | 207 465    | 0,55  | 3,76  | 0      | 0                | en stagnation    | 0                | 0                |
|                        | Parti communiste allemand (DKP)            | Parti communiste allemand (DKP)              | 146 258          | 0,39             | 0                | en stagnation    | 113 891    | 0,30  | Nv.   | 0      | 0                | en stagnation    | 0                | 0                |
|                        | Parti fédéraliste européen (EFP)           | Parti fédéraliste européen (EFP)             | 7 581            | 0,02             | 0                | en stagnation    | 24 057     | 0,06  | 0,09  | 0      | 0                | en stagnation    | 0                | 0                |
|                        | Union libérale sociale (FSU)               | Union libérale sociale (FSU)                 | 1 864            | 0,00             | 0                | en stagnation    | 3 166      | 0,01  | 0,04  | 0      | 0                | en stagnation    | 0                | 0                |
|                        | Indépendants                               | Indépendants                                 | 9 497            | 0,03             | 0                | en stagnation    |            |       |       |        | 0                | en stagnation    | 0                | 0                |
|                        |                                            |                                              |                  |                  |                  |                  |            |       |       |        |                  |                  |                  |                  |
| Votes valides          | Votes valides                              | Votes valides                                | 37 303 779       | 98,79            |                  |                  | 37 459 750 | 99,20 |       |        |                  |                  |                  |                  |
| Votes blancs et nuls   | Votes blancs et nuls                       | Votes blancs et nuls                         | 457 810          | 1,21             | 301 839          | 0,80             |            |       |       |        |                  |                  |                  |                  |
| Total                  | Total                                      | Total                                        | 37 761 589       | 100              | 248              | en stagnation    | 37 761 589 | 100   | —     | 248    | 496              | en stagnation    | 22               | 518              |
| Abstentions            | Abstentions                                | Abstentions                                  | 3 684 713        | 8,89             |                  |                  | 3 684 713  | 8,89  |       |        |                  |                  |                  |                  |
| Inscrits/Participation | Inscrits/Participation                     | Inscrits/Participation                       | 41 446 302       | 91,11            | 41 446 302       | 91,11            |            |       |       |        |                  |                  |                  |                  |

### Par Land
| Land                        | SPD                                     | Union                                   | FDP                                     | Autres                                  |
| --------------------------- | --------------------------------------- | --------------------------------------- | --------------------------------------- | --------------------------------------- |
| Land                        |                                         |                                         |                                         |                                         |
| Bade-Wurtemberg             | 38,9 %                                  | 49,8 %                                  | 10,2 %                                  | 1,1 %                                   |
| Basse-Saxe                  | 48,1 %                                  | 42,7 %                                  | 8,5 %                                   | 0,7 %                                   |
| Bavière                     | 37,8 %                                  | 55,1 %                                  | 6,1 %                                   | 1,0 %                                   |
| Berlin-Ouest                | Les députés sont choisis par le Landtag | Les députés sont choisis par le Landtag | Les députés sont choisis par le Landtag | Les députés sont choisis par le Landtag |
| Brême                       | 58,1 %                                  | 29,6 %                                  | 11,1 %                                  | 1,2 %                                   |
| Hambourg                    | 54,4 %                                  | 33,5 %                                  | 11,2 %                                  | 0,9 %                                   |
| Hesse                       | 48,5 %                                  | 40,3 %                                  | 10,2 %                                  | 1,0 %                                   |
| Rhénanie-du-Nord-Westphalie | 50,4 %                                  | 41,0 %                                  | 7,8 %                                   | 0,8 %                                   |
| Rhénanie-Palatinat          | 44,9 %                                  | 45,9 %                                  | 8,1 %                                   | 1,1 %                                   |
| Sarre                       | 47,9 %                                  | 43,4 %                                  | 7,1 %                                   | 1,6 %                                   |
| Schleswig-Holstein          | 48,6 %                                  | 42,0 %                                  | 8,6 %                                   | 0,8 %                                   |
| Allemagne                   | 45,8 %                                  | 44,8 %                                  | 8,4 %                                   | 0,9 %                                   |